# 冬川基
冬川 基（ふゆかわ もとい）は、日本の漫画家。男性。主な代表作は『とある科学の超電磁砲』。

## 概要・経歴
かつては同人サークル『ハウスオブKARSEA』にて、『あずまんが大王』や『よつばと!』などの同人誌を描いていた。その出来を電撃大王の編集者・荻野謙太郎に見初められ、そのまま電撃大王でデビューし『とある科学の超電磁砲』の作画を担当することになる。連載開始後一切同人活動は行っていない。
作画担当ではあるが、原作者と共に打ち合わせに参加する立場となっている。『とある科学の超電磁砲』のアニメの打ち上げの際にも、同作品の原作者鎌池和馬と今後の展開について打ち合わせをしている姿が目撃されている。

## 作品リスト
- 『とある魔術の禁書目録外伝 とある科学の超電磁砲』KADOKAWA（旧アスキー・メディアワークス）〈電撃コミックス〉既刊20巻（『月刊コミック電撃大王』2007年4月号 - 連載中）

## 参加
- 2007年9月、作品解読本「とある魔術の禁書目録（インデックス）ノ全テ」にて原作者と対談。
- 2007年11月、電撃文庫「とある魔術の禁書目録」第14巻とガンガンコミックス「とある魔術の禁書目録」第1巻の巻末に寄せ書きイラストを贈る。
- 2008年6月、ガンガンコミックス「とある魔術の禁書目録」第2巻の巻末に寄せ書きイラストを贈る。
- 2008年8月、電撃大王10月号の付録、“「禁書目録」目録”に、書き下ろし短編「とある科学の超電磁砲SS」が掲載されるにあたって、その挿し絵を手がける。
- 2008年11月、ガンガンコミックス「とある魔術の禁書目録」第3巻の巻末に寄せ書きイラストを贈る。
- 2009年1月から発売のDVD/Blu-ray「とある魔術の禁書目録」の初回限定版特典として「とある科学の超電磁砲」の書き下ろし小説が各巻に収録されるにあたって、その挿し絵を手がける。